# Ibn Khalaf al-Muradi
'Alī Ibn Khalaf al-Murādī (in arabo تحرير ابن خلف المرادي‎?; fl. circa 1050) è stato uno scienziato e ingegnere arabo vissuto in Al-Andalus durante l'XI secolo.

## Biografia
Visse nella Spagna islamica dell'XI secolo. 

### Il Libro dei segreti
Al-Murādī è conosciuto soprattutto per il Libro dei segreti risultanti dai pensieri (Kitāb al-asrār fī natā'ij al-afkār, in arabo الأسرار في نتائج الأفكار‎?), un trattato di ingegneria meccanica interamente dedicato alla costruzione di complessi automi.
(Dall'introduzione all'edizione italiana del Libro dei segreti, traduzione di Jolanda Guardi e Hocine Benchina, Ed. Leonardo3)
L'opera, provvista di 34 figure in disegno sopravvissuto in un'unica copia manoscritta, pesantemente danneggiata nel corso del tempo, mutila di circa il 40% del testo, è conservata alla Biblioteca Medicea Laurenziana di Firenze, alla quale è pervenuta per vie rimaste ignote.
Il Libro dei segreti era già noto da una descrizione bibliografica fattane nel XVII secolo dal bibliotecario Giuseppe Simone Assemani. Caduto nel dimenticatoio per secoli, la sua importanza è emersa con chiarezza negli anni settanta del XX secolo, quando fu riscoperto dallo storico della scienza David A. King che ne segnalò l'esistenza allo studioso Donald Hill: quest'ultimo, nel 1974, evidenziò l'importanza di uno studio approfondito, che il manoscritto ha ricevuto solo all'inizio del XXI secolo, grazie a un progetto terminato nel 2008, con il sostegno finanziario dell'emiro del Qatar, Hamad bin Khalifa Al Thani. Lo studio ha permesso la trascrizione in arabo e la sua traduzione multilingue (italiano, inglese e francese), con riproduzione virtuale degli automi e la ricostruzione fisica di due di essi, i cui risultati sono fruibili in mostra permanente al Museo d'arte islamica di Doha.